# Ngrandu (Kedungadem)
Ngrandu is een bestuurslaag in het regentschap Bojonegoro van de provincie Oost-Java, Indonesië. Ngrandu telt 3995 inwoners (volkstelling 2010).